# 이나무
이나무(학명: Idesia polycarpa 이데시아 폴리카르파[*])는 한국·중국·타이완 등지에 분포하는 낙엽 활엽교목으로 의나무·위나무라고도 한다.
산지에서 자라며 높이는 15m 정도이다. 나무껍질은 회백색이 굵은 가지가 사방으로 퍼진다. 잎은 어긋나며 길이 10-25cm, 너비 8-20cm의 난상 심장형이고 가장자리에 톱니가 있다. 꽃은 4-5월에 연한 황록색으로 피며 암수딴그루이며 가지 끝이나 잎겨드랑이에서 원추꽃차례로 달리는데 일부 총상꽃차례로 달리기도 한다. 수꽃은 암꽃보다 크며 많은 수술이 있고 꽃밥이 황색이다. 암꽃은 5개의 암술대가 있으며 꽃받침이 연한 자주색이고 털이 있다. 열매는 지름 1cm 내외의 구형이며 10개 정도의 씨가 들어 있고 11월경에 빨갛게 익는다.

## 재배 및 쓰임새
열매는 날로 또는 익혀서 먹을 수 있다.
이나무는 유럽 등의 다른 온대 지역에서 종종 조경수로 식재한다.

## 사진첩

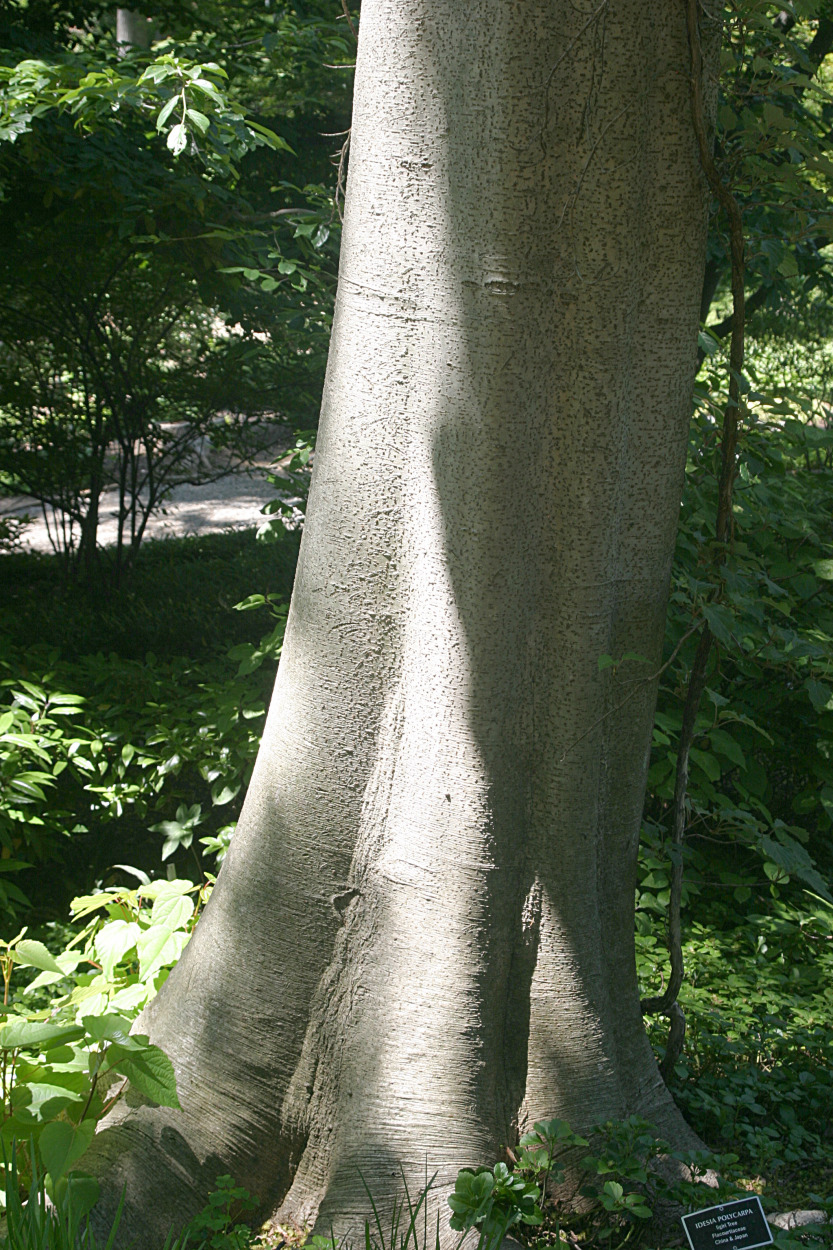
줄기
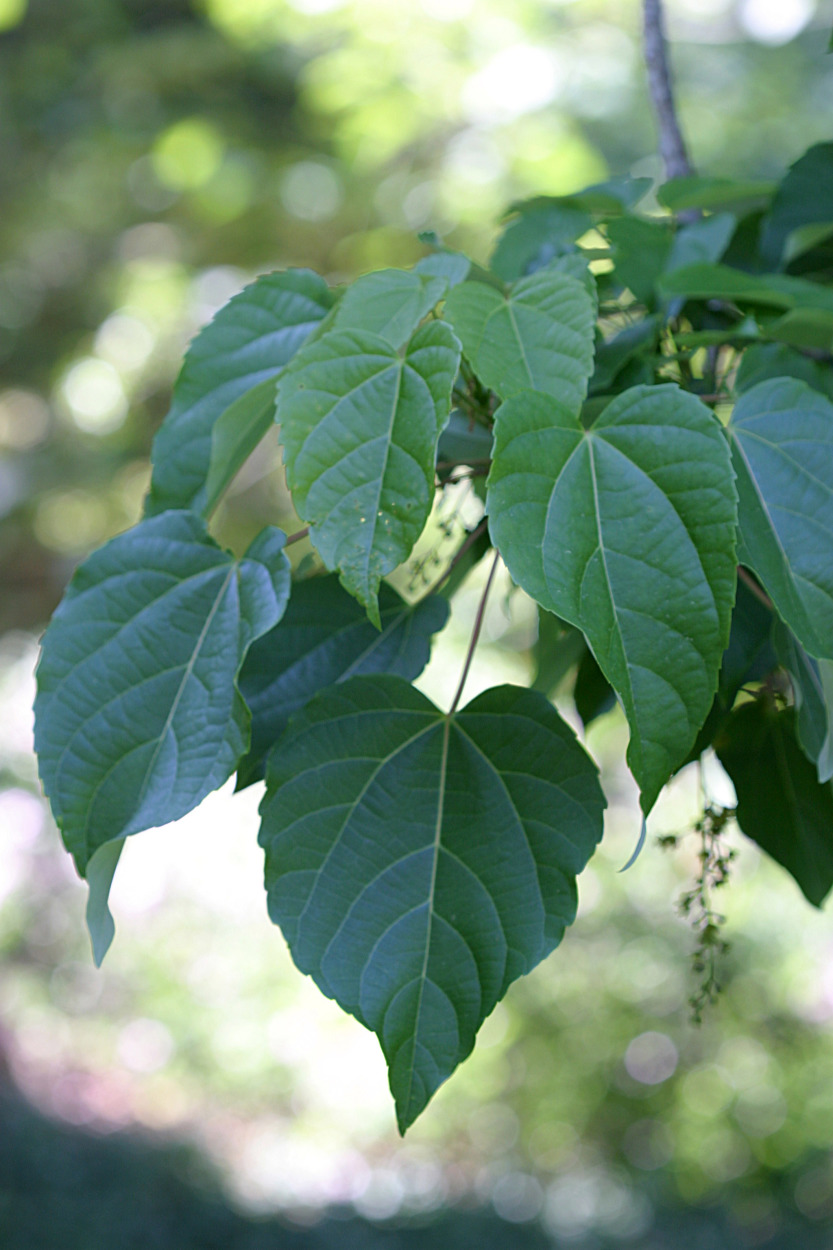
잎
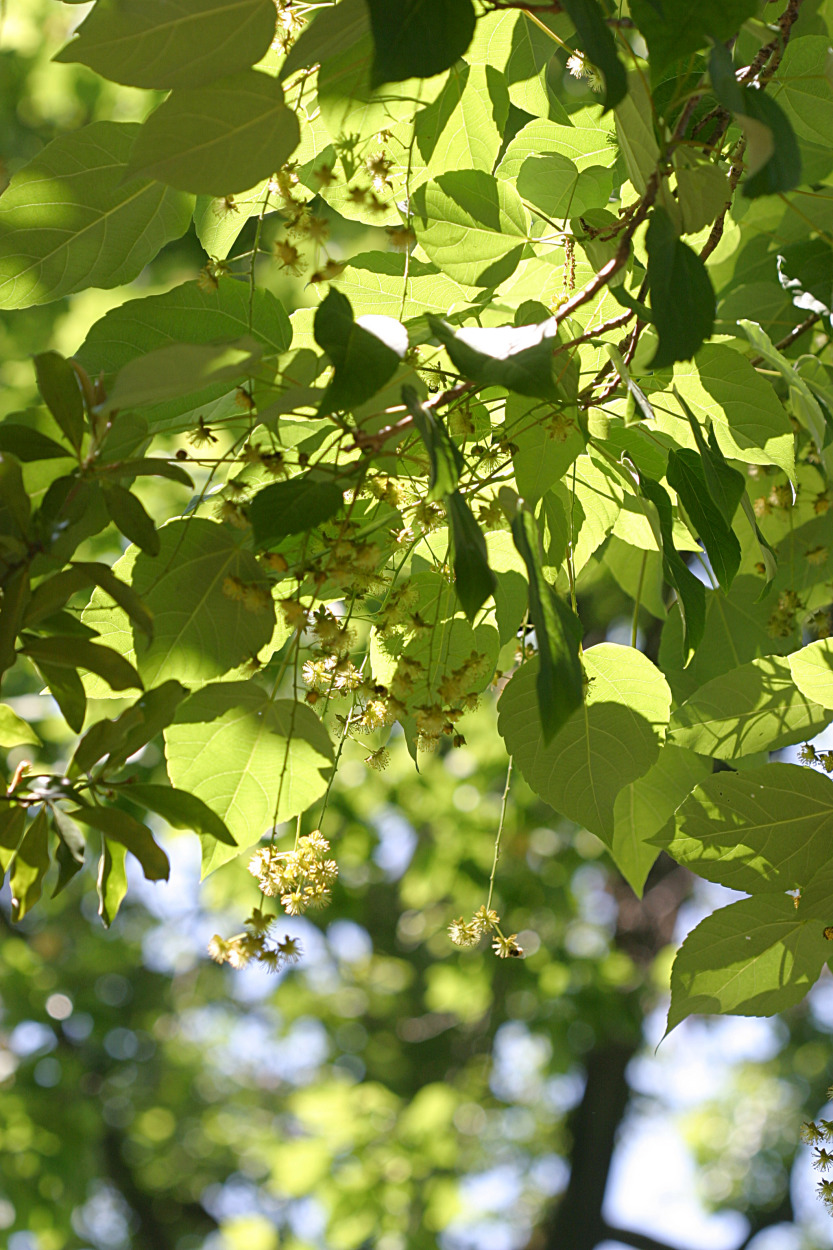
꽃
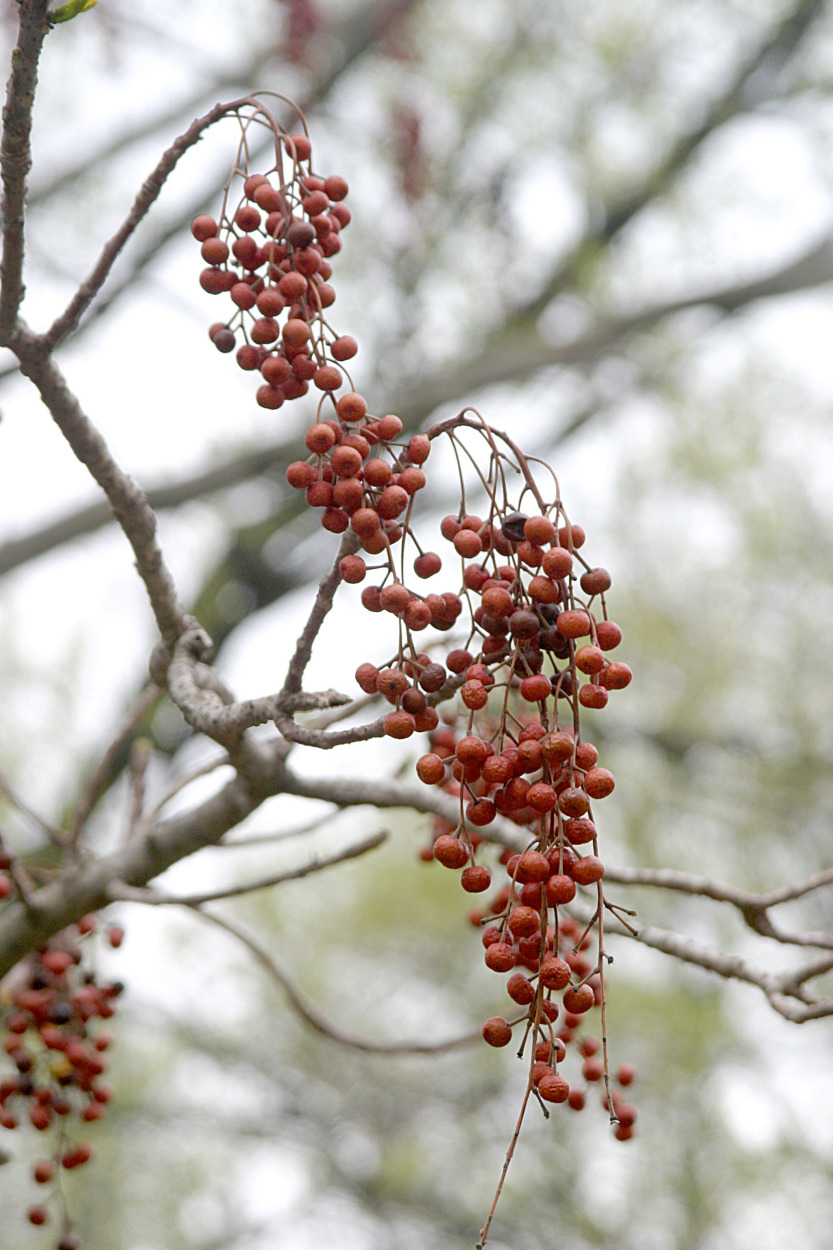
열매